# 冲中記念成人病研究所
公益財団法人冲中記念成人病研究所（おきなかきねんせいじんびょうけんきゅうじょ、英: Okinaka Memorial Institute for Medical Research）は、臨床・基礎を問わず研究事業の支援や公益事業を行っている公益財団法人。

## 概要
1973年、虎の門病院の第2代病院長である冲中重雄（文化勲章、東京大学名誉教授）が自己の信念である「病める患者の中に明日の医学がある」「優れた医師は優れた研究者でなければならない」を実現するため、各界より寄附をつのり、財団法人冲中記念成人病研究所を設立した。虎の門病院の敷地内に研究施設を備え、主として虎の門病院、国家公務員共済組合との連携をとり兼任医師である研究員への研究活動の設備面、財政面で支援を行っている。また、留学生の受け入れ、海外との共同研究を行ってきた。ブラホス教授（チェコ、カレル大学、2006年（平成18年）世界医学会会長）、チャタジー博士（ベナレス・ヒンデゥー大学、インド）などである。最近ではミュンヘン大学、イスタンブール大学、アテネ大学、マックギル大学などとの糖原病遺伝子の共同研究を行っている。2011年からは公益財団法人として全国レベルでの医学研究助成も行っている。